# Términos solares
Los 24 términos solares o 24 períodos solares, (chino simplificado: 二十四节气, chino tradicional: 贰拾肆節氣，en chino pinyin:  èrshísì jiéqì) se refieren a los términos climáticos que representan los cambios de estación según el Calendario chino, y según la situación de la Tierra en la eclíptica (la órbita alrededor del sol). Los chinos de la Antigüedad dividieron el movimiento circular anual del Sol en 24 segmentos, asignando a cada uno de estos “períodos solares” un nombre específico. Cada uno de los 24 corresponde a la posición determinada del sol después de mover cada 15° en la eclíptica.

## Lista de los términos
|           | Nombre en chino  | Nombre en español         | Fechas de inicio | Apunte                                                                          |
| Primavera | Primavera        | Primavera                 | Primavera        | Primavera                                                                       |
| --------- | ---------------- | ------------------------- | ---------------- | ------------------------------------------------------------------------------- |
| 1         | 立春 Lìchūn      | Inicio de la Primavera    | 3-5 febrero      | Se suele celebrar el Año Nuevo Chino.                                           |
| 2         | 雨水 Yụ̌shuǐ      | Agua de Lluvia            | 18-20 febrero    | Comienzan a aumentar las lluvias.                                               |
| 3         | 惊蛰 Jīngzhé     | Despertar de los Insectos | 5-7 marzo        | Comienza a calentar, florecer y despertar la naturaleza.                        |
| 4         | 春分 Chūnfēn     | Equinoccio de Primavera   | 20-22 marzo      | La noche y el día duran 12 horas.                                               |
| 5         | 清明 Qīngmíng    | Claridad Pura             | 4-6 abril        | Las temperaturas van en aumento.                                                |
| 6         | 谷雨 Gǔyǔ        | Lluvia de Grano           | 19-22 abril      | Suficientes lluvias para los cereales.                                          |
| Verano    |                  |                           |                  |                                                                                 |
| 7         | 立夏 Lìxià       | Inicio del Verano         | 5-7 mayo         | Inicio del calor del verano.                                                    |
| 8         | 小满 Xiǎomǎn     | Pequeña Maduración        | 20-22 mayo       | Los cultivos empiezan a engordar.                                               |
| 9         | 芒种 Mángzhòng   | Granos en Espigas         | 5-7 junio        | Los cereales maduran.                                                           |
| 10        | 夏至 Xiàzhì      | Solsticio de Verano       | 21-22 junio      | Las horas de sol son las más largas del año.                                    |
| 11        | 小暑 Xiǎoshǔ     | Calor Ligero              | 6-8 julio        | Empieza a hacer calor abrasador.                                                |
| 12        | 大暑 Dàshǔ       | Gran Calor                | 22-24 julio      | Los días más abrasadores del año.                                               |
| Otoño     |                  |                           |                  |                                                                                 |
| 13        | 立秋 Lìqiū       | Inicio de Otoño           | 7-9 agosto       | Comienza la cosecha y es un período de mucho calor.                             |
| 14        | 处暑 Chǔshǔ      | Límite del Calor          | 22-24 agosto     | Empieza a dispersarse el calor del verano.                                      |
| 15        | 白露 Báilù       | Rocio Blanco              | 7-9 septiembre   | Transición al otoño. Llegan las lluvias y el rocío.                             |
| 16        | 秋分 Qiūfēn      | Equinoccio de Otoño       | 22-24 septiembre | Se celebra la Fiesta del Medio Otoño. La noche y el día duran 12 horas.         |
| 17        | 寒露 Hánlù       | Rocio Frío                | 8-9 octubre      | Empieza a refrescar y aparece la escarcha.                                      |
| 18        | 霜降 Shuāngjiàng | Caída de la Escarcha      | 23-24 octubre    | Empieza a helar y caen las hojas de los árboles.                                |
| Invierno  |                  |                           |                  |                                                                                 |
| 19        | 立冬 Lìdōng      | Inicio del Invierno       | 7-8 noviembre    | El metabolismo de la naturaleza se ralentiza.                                   |
| 20        | 小雪 Xiǎoxuě     | Nevada Ligera             | 22-23 noviembre  | Hace frío y en algunas partes nieva algo.                                       |
| 21        | 大雪 Dàxuě       | Gran Nevada               | 6-8 diciembre    | Empiezan las nevadas fuertes.                                                   |
| 22        | 冬至 Dōngzhì     | Solsticio de Invierno     | 21-23 diciembre  | La noche es más larga que el día. Los chinos suelen comer raviolis en este día. |
| 23        | 小寒 Xiǎohán     | Frío Ligero               | 5-7 enero        | Se acercan los días más fríos del año.                                          |
| 24        | 大寒 Dàhán       | Gran Frío                 | 20-21 enero      | Los días más fríos. Se celebra la Fiesta LaBa.                                  |

## Origen
Los 24 términos solares fueron inicialmente desarrollados a lo largo de la cuenca del Río Amarillo, y posteriormente se popularizaron entre varias minorías étnicas presentes en distintas regiones de China. Se trata de un sistema de administración temporal basado en el clima local en la latitud.
Los nombres de cada periodo solar no aparecieron por escrito hasta la Dinastía Han occidental (202 a. C.-9 d. C.) en el texto clásico Huainanzi (淮南子). En esta época la capital del imperio estaba en Xi´an, así que la mayoría de términos recogen el saber y los fenómenos atmosféricos característicos de esa zona. En 104 a. C. en el Calendario Taichu, escrito por Dengping, se elaboró los 24 períodos climáticos en el calendario chino, y se determinó los sitios astronómicos de cada uno de ellos.

## Criterio de determinar
Los 24 periodos solares se determinaron según los cambios climáticos y los cambios en la posición del sol en el zodiaco durante todo un año lunar. Dividieron un círculo en 24 segmentos; cada segmento duraba alrededor de medio mes y solarmente correspondía a 15 grados en la eclíptica. Los 4 primeros periodos solares fueron relacionados con el cambio de las estaciones: inicio de la primavera, el inicio del verano, inicio del otoño e inicio del invierno. Sirvieron para reflejar los cambios de las estaciones y dividieron el año en 4 estaciones de tres meses de duración.

## Canción de los términos solares
节气歌
春 雨 惊 春 清 谷天，夏 满 芒 夏 暑相连，
秋 处 露 秋 寒 霜降，冬 雪 雪 冬 小大寒。
Jiéqìgē (en pinyin chino)
chūn yǔ jīng chūn qīng gǔtiān,
xià mǎn máng xià shǔ xiānglián,
qiū chù lù qiū hán shuāngjiáng,
dōng xuě xuě dōng xiǎo dàhán.
- En la canción cada espacio representa un término solar, en China la canción se enseña para ayudar a los niños a recordar los términos solares.

## Patrimonio Cultural Inmaterial de la Humanidad
Los veinticuatro períodos solares son la invención importante del calendario chino, el 30 de noviembre de 2016, Unesco declaró  los 24 términos solares de China como Patrimonio Cultural Inmaterial de la Humanidad. Hoy en día, este elemento del patrimonio cultural sigue revistiendo una importancia especial para los campesinos, a los que sirve de guía para las faenas agrícolas. También persisten ceremonias rituales y festividades, vinculadas a los períodos solares, que han contribuido a forjar la identidad cultural de las comunidades. Los conocimientos sobre este elemento del patrimonio cultural inmaterial se transmiten mediante la educación formal e informal.